# Бојана Новаковић
Бојана Новаковић (Београд, 12. јул 1981) je аустралијска глумица српског порекла.

## Биографија
Бојана Новаковић је рођена у Београду 12. јула 1981. године. У Аустралију се преселила када јој је било седам година. Са дванаест година је добила прву улогу, а у петнаестој се први пут појавила на филму. Студирала је на колеџу у Сиднеју. Поред глуме, ради и као преводилац за српски језик. Добитница је награде Аустралијске академије филмске и телевизијске уметности за најбољу главну женску улогу у телевизијским серијама.
Њена млађа сестра Валентина Новаковић је такође глумица.

## Детињство и младост
Бојана Новаковић је рођена 1981. године у Београду. Преселила се 1988. године у Аустралију, у доби од седам година. У почетку је желела да постане социјални радник или лекар, али након одлучујућег скупа догађаја, предомислила се и одлучила да крене путем уметности. Студирала је на колеџу Макдоналд у Сиднеју (где је била студент генерације 1999. године) и на Националном институту драмских уметности (NIDA) где је стекла диплому драмског уметника 2002. године. Њена млађа сестра Валентина је такође глумица, позната по улози Наташе Вилијамс у аустралијској сапуници, Суседи.

## Каријера
У 2003. години, Бојана Новаковић игра улогу Ранде у мини-серији Маркинг Тиме, улогу која јој је донела АФИ награду за "најбољу главну улогу у телевизијској драми или комедији". Као глумица, играла је у филмовима у Аустралији, укључујући ’’Blackrock’’ (1996), ’’Strange Fits of Passion’’ (1998), ’’The Monkey`s Mask’’ (1999), ’’Thunderstruck’’ (2004), ’’Solo’’ (2005) и у српским филмовима Оптимисти (2005) и Шишање ( 2010). Од 2007. до 2009. године, играла је улогу Типи у ТВ серији ’’Satisfaction’’. Остале улоге укључују ’’Drag Me to Hell’’ (2009), ’’Edge of Darkness’’ (2009), ’’Devil’’(2010), ’’Burning Man’’ (2011) ’’Generation Um’’ (2012).
Позоришне заслуге у Аустралији јој припадају, између осталог, за ’’These people’’, ’’Away’’ и ’’Strange Fruit’’ у Сиднејском позоришту; ’’The Female of the Species’’ у Мелбурнском позоришту; ’’Војцек” (Helpmann номинација за најбољу споредну улогу у 2009), ’’Criminology’’ (Green Room номинација за најбољу улогу 2007), Елдорадо (Helpmann номинацију за најбољу споредну улогу, 2006) и ’’Necessary Targets’’ у Малтхаус позоришту у Мелбурну, ’’Death Variations’’ и ’’Loveplay’’ у B Sharp, Ромео и Јулија са Bell Shakespeare Companу и ’’Debris’’ у Ride on позоришту (Green Room номинација за најбољу независну продукцију и најбољу глумицу у 2006. години).
Бојана Новаковић води своју независну позоришну трупу, Ride on позориште ( у Сиднеју и Мелбурну) са ко-директорком Тањом Голдберг. Била је продуцент и извођач у Ride on позоришту 2004. године у распродатој представи која је играла у Belvoir St позоришту.
Превела је, адаптирала и режирала Фејк порно у Мелбурну, који је био позван да буде део Powerhouse сезоне у Брисбејну у 2009. години, и за ту представу је номинована у три категорије, укључујући најбољу продукцију. Осим за Ride On, она је написао и режирао са у Black Lung позоришту у Мелбурну хваљену представу Шећер која је учествовала на Adelaide Fringe фестивалу 2007. године. У 2010. години Новаковићева је добила номинацију АФИ за међународну награду за најбољу глумицу за улогу у ’’Edge of Darkness’’. Тренутно глуми у импровизованој позоришној продукцији под називом Пројекат састанак на слепо на Фестивалу у Сиднеју.
У Фоксовој серији ’’Rake’’ Бојана је сјајно играла лепу студенткињу права која постаје проститутка. У хорор филму ’’The Hollow’’ смештеном у Ирској у режији Корин Харди игра Клер Хиченс.
Године 2017. у награђеном филму Ја, Тоња Бојана игра Доди Тичман, једног од тренера Тоње Хардинг.

## Радови на Мери Меклејн
За Ride On позориште је крајем 2011. године поставила представу ’’The Story of Mary MacLane by Herself’’ засновану на белешкама Мери Меклејн, самозваног генија и усамљеника с почетка 20. века из Места Буте у Монтани. Бојана Новаковић је написала комад са музичарем Тимом Роџерсом и Тањом Голдберг као редитељем. Савет Аустралије за уметност финансирао је пројекат, уз помоћ Malthouse позоришта, Merrigong и Griffin позоришта, а средства је дао и уметнички одбор NSW. Свеобухватна антологија –Меклејнове ’’Human Days: A Mary MacLane Reader’’- објављена је први пут у Аустралији крајем новембра 2011. године, а предговор је написала Бојана Новаковић. Други том, A Quite Unusual Intensity of Life: A Mary MacLane Companion, такође у Petrarca Press издању, треба да буде објављен 2015. године. Два тома ће имати укупно више од 1200 страница.

## Филмографија
| Улоге Бојане Новаковић |                   |               |                      |          |
| Година                 | Српски назив      | Изворни назив | Улога                | Напомена |
| 1997.                  |                   |               | Трејси               |          |
| 1998.                  |                   |               | Вилдана Асимовић     |          |
| 1999.                  |                   |               | Лејса                |          |
| 1999.                  |                   |               | Џаја                 |          |
| 1999.                  |                   |               | Софи Мисфад          |          |
| 1999.                  |                   |               | Рејчел Карпентер     |          |
| 2000.                  |                   |               | Сара Шрајбер         |          |
| 2000.                  |                   |               | Тијана               |          |
| 2003.                  |                   |               | Ранда                |          |
| 2004.                  |                   |               | Ана                  |          |
| 2004.                  |                   |               | Девојка              |          |
| 2004-2005.             |                   |               | Рафа                 |          |
| 2006.                  |                   |               | Били                 |          |
| 2006.                  | Оптимисти         |               | Марина               |          |
| 2006.                  |                   |               | Ники                 |          |
| 2008.                  | Седам живота      |               | Џули                 |          |
| 2007−2009.             |                   |               | Типи                 |          |
| 2009.                  | Одвуци ме у пакао |               | Иленка Гануш         |          |
| 2010.                  |                   |               | Ема Крејвен          |          |
| 2010.                  | Ђаво              |               | Сара Каравеј         |          |
| 2010.                  | Шишање            |               | Мина                 |          |
| 2011.                  |                   |               | Сара                 |          |
| 2012.                  |                   |               | Вајолет              |          |
| 2015.                  | Бесрамници        |               | Бјанка               |          |
| 2017.                  | Ја, Тоња          |               | Доди Тичман (тренер) |          |
| 2020.                  | Птице грабљивице  |               | Ерика Менсон         |          |